# Ulunnguarsuaq
Ulunnguarsuaq är en bergstopp i Grönland (Kungariket Danmark).   Den ligger i kommunen Kujalleq, i den södra delen av Grönland, 500 km sydost om huvudstaden Nuuk. Toppen på Ulunnguarsuaq är 1 012 meter över havet.
Terrängen runt Ulunnguarsuaq är bergig västerut, men österut är den kuperad.  Det finns inga samhällen i närheten. Trakten runt Ulunnguarsuaq består i huvudsak av gräsmarker.